# 源太塚
源太塚（げんたづか）は、神奈川県鎌倉市笛田3丁目29の佛行寺（仏行寺）墓地にある古塚である。実際の出来事か定かでないが、鎌倉時代の梶原景季（源太）の片腕が埋まっているという。

## 伝承

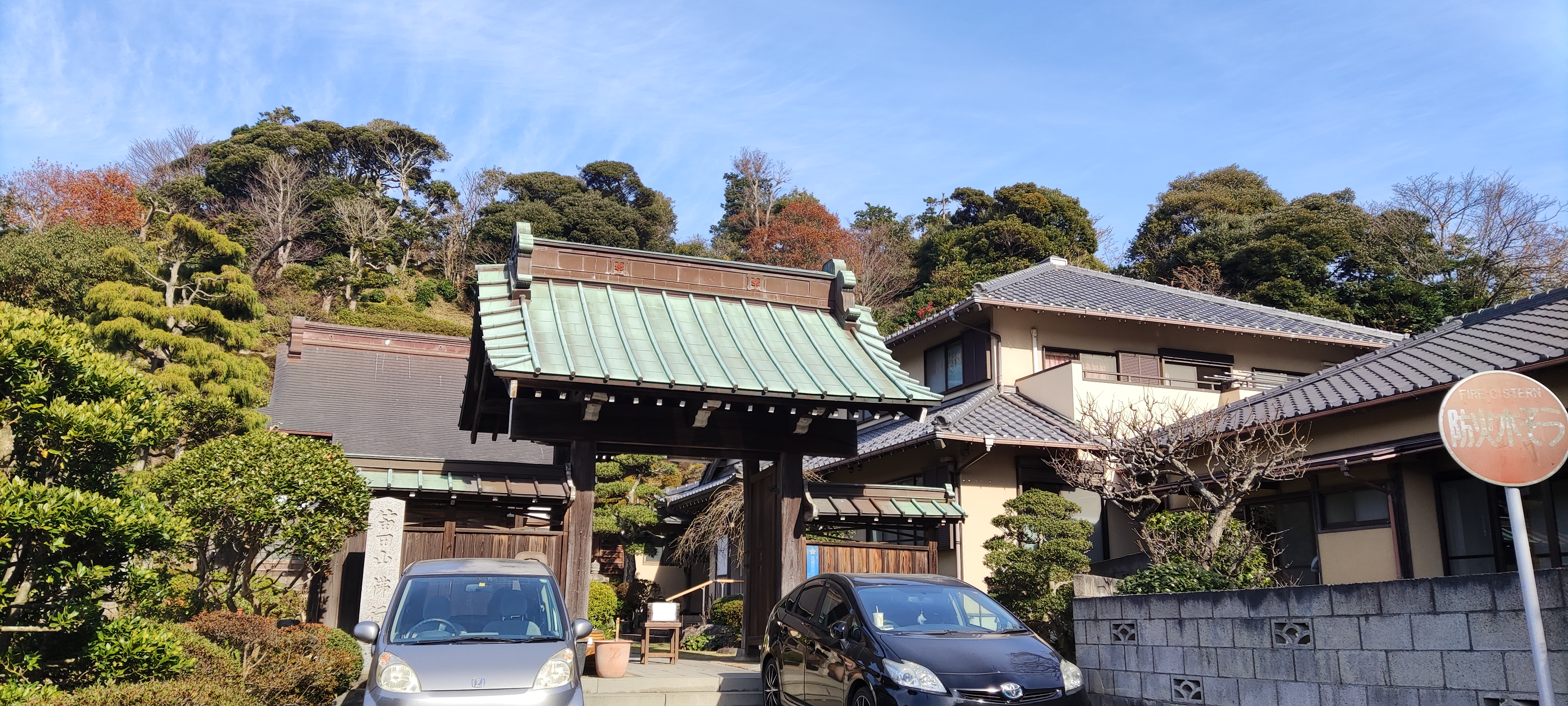
仏行寺山門（2020年12月20日）。

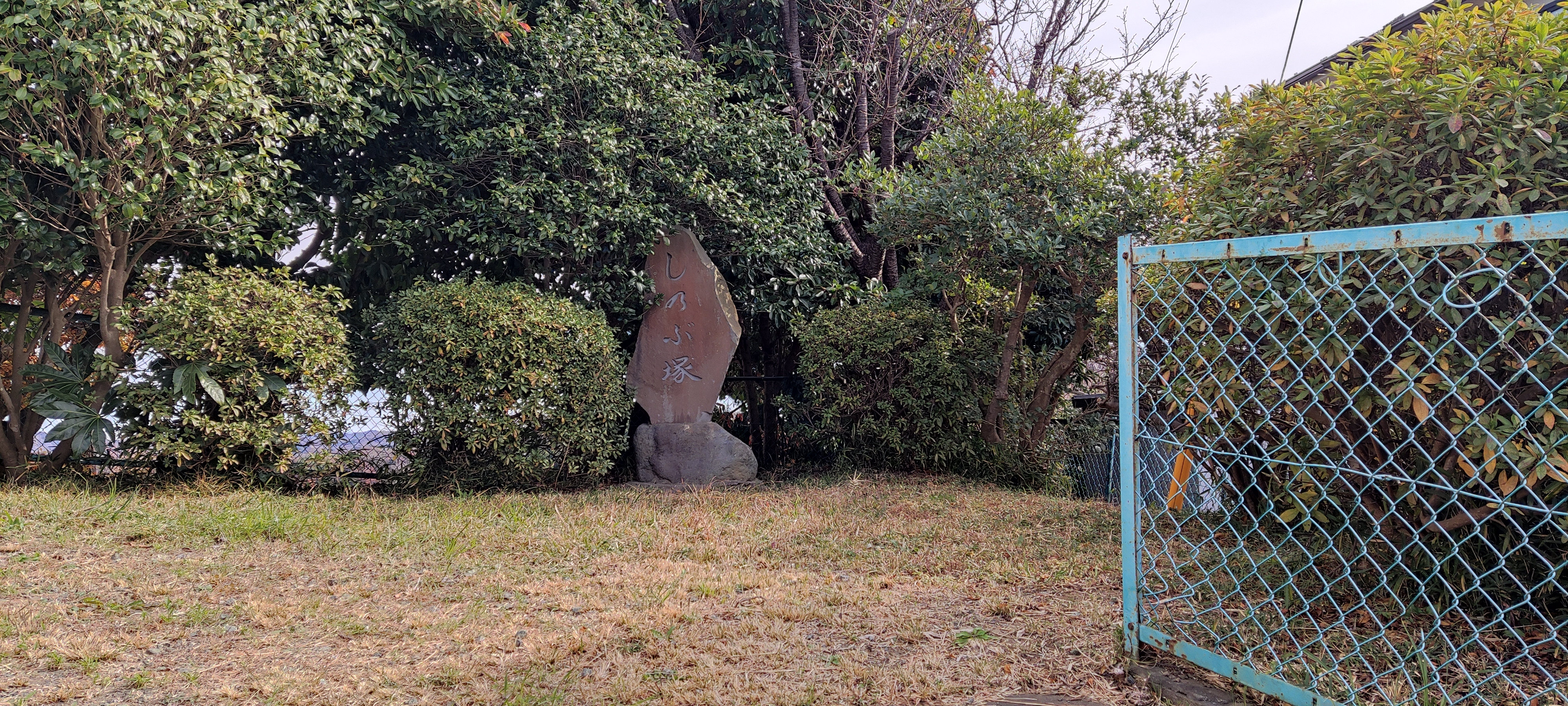
鎌倉市鎌倉山1丁目11-5の「しのぶ塚碑」（2020年12月20日）。

梶原景季、通称・源太は、梶原景時の嫡男である。正治元年（1199年）10月25日の梶原景時の変で景時が失脚して鎌倉を追放されたとき、正治2年（1200年）1月20日に道中の東海道駿河国清見関（静岡市清水区）で現地の武士団に襲われ討たれた。その証として鎌倉に送られた片腕が埋められていると伝えられる。塚は佛行寺の山のもっとも高い場所にある。
また妻の信夫（しのぶ）も自害したと伝えられ、同市鎌倉山1丁目11-5に「しのぶ塚」の碑が建てられた。